# Son-of-a Preacher Man
Son-of-a Preacher Man is een lied uit 1968 van de Britse zangeres Dusty Springfield. Ze nam het op in Memphis (Tennessee) voor haar album Dusty in Memphis dat uitkwam op Atlantic Records. Atlantic bracht het eind 1968 op single uit (Atlantic A-2580). In Nederland verscheen het op Philips (Philips 326935 BF). De producers waren Jerry Wexler, Tom Dowd en Arif Mardin. De Sweet Inspirations vormden het achtergrondkoor.
Het songschrijversduo John Hurley en Ronnie Wilkins schreef Son-of-a Preacher Man op vraag van Jerry Wexler voor Aretha Franklin. Ze nam het op in 1968 maar het werd niet geselecteerd voor het album dat ze toen maakte. Dusty Springfield nam het ook op voor haar album Dusty in Memphis en toen het eind 1968 op single uitkwam werd het een internationale hit; het bereikte de top-tien in de Verenigde Staten en in Groot-Brittannië. In Nederland bereikte het de zesde plaats in de Nederlandse Top 40.
Hurley en Wilkins schreven onder meer ook nog Love of the Common People, maar Son-of-a Preacher Man is hun grootste succes. Het nummer is een klassieker van de blue eyed soul geworden en is talrijke malen gecoverd door andere artiesten, waaronder Tina Turner, Nancy Sinatra en Joss Stone. Het is prominent te horen op de soundtrack van Pulp Fiction van Quentin Tarantino. Cypress Hill gebruikte een sample eruit voor de song Hits from the Bong van het album Black Sunday. De opname van Aretha Franklin werd in 1970 uitgebracht op haar album This Girl's in Love with You en als B-kant van de single Call Me.

## NPO Radio 2 Top 2000
| Nummer met noteringen in de NPO Radio 2 Top 2000 | '99 | '00 | '01 | '02 | '03 | '04 | '05 | '06 | '07 | '08 | '09 | '10 | '11 | '12 | '13 | '14  | '15 | '16 | '17 | '18 | '19 | '20 | '21 | '22 | '23 | '24 |
| ------------------------------------------------ | --- | --- | --- | --- | --- | --- | --- | --- | --- | --- | --- | --- | --- | --- | --- | ---- | --- | --- | --- | --- | --- | --- | --- | --- | --- | --- |
| Son of a Preacher Man                            | 687 | 733 | 680 | 735 | 659 | 460 | 689 | 666 | 544 | 593 | 655 | 511 | 665 | 839 | 822 | 1018 | 980 | 868 | 801 | 674 | 871 | 717 | 843 | 962 | 795 | 830 |

1. ↑  Een vetgedrukt getal geeft de hoogste notering aan.

## Covers
Thijs Boontjes bracht in juni 2023 zijn single Vrouw Van De Dominee uit, een zogenaamde 'hertaling' van Son-of-a Preacher Man.